# Lehota (okres Nitra)
Lehota, do roku 1907 Abalehota (maďarsky Abaszállás) je obec na Slovensku v okrese Nitra. Leží cca 9 km západně od Nitry. Založena byla v roce 1303. Součástí obce je osada Krvavé šenky.

## Osobnosti
- Milan Šášik (1952–2020) – řeckokatolický biskup a eparcha Mukačevské řeckokatolické eparchie na Ukrajině

## Pamětihodnosti
- Barokní kostel sv. Anny (1755)
- Pomníky padlým v první a druhé světové válce
- Výklenková kaplička Panny Marie